# Davisleydi Velazco
Davisleydi Velazco (* 4. September 1999) ist eine kubanische Leichtathletin, die sich auf den Dreisprung spezialisiert hat.

## Sportliche Laufbahn
Erste internationale Erfahrungen sammelte Davisleydi Velazco im Jahr 2016, als sie bei den U20-Weltmeisterschaften in Bydgoszcz mit einer Weite von 12,83 m den zwölften Platz belegte. Im Jahr darauf siegte sie bei den U20-Panamerikameisterschaften in Trujillo mit 13,59 m und 2018 gewann sie bei den U20-Weltmeisterschaften in Tampere mit einem Sprung auf 13,78 m die Bronzemedaille, ehe sie bei den Zentralamerika- und Karibikspielen in Barranquilla mit 13,52 m auf den siebten Platz gelangte. 2019 gewann sie bei den NACAC-U23-Meisterschaften in Santiago de Querétaro mit 13,94 m die Goldmedaille und nahm daraufhin an den Panamerikanischen Spielen in Lima teil, bei denen sie mit 13,32 m auf Rang zehn landete. 2021 startete sie bei den Olympischen Spielen in Tokio, verpasste dort aber mit 14,14 m den Finaleinzug.
2022 schied sie bei den Weltmeisterschaften in Eugene mit 13,94 m in der Qualifikationsrunde aus und anschließend gewann sie bei den NACAC-Meisterschaften in Freeport mit 14,08 m die Bronzemedaille hinter der Dominicanerin Thea LaFond und Keturah Orji aus den Vereinigten Staaten.
In den Jahren 2016 und 2022 wurde Velazco kubanische Meisterin im Dreisprung.

## Persönliche Bestleistungen
- Dreisprung: 14,34 m (+1,6 m/s), 21. März 2020 in Havanna